# WTA Tour Championships 1998
Il WTA Tour Championships 1998 è stato un torneo di tennis che si è giocato al Madison Square Garden di New York negli USA dal 16 al 22 novembre su campi in cemento. È stata la 28ª edizione del torneo di fine anno di singolare, la 23a del torneo di doppio.

## Campionesse

### Singolare
Martina Hingis ha battuto in finale  Lindsay Davenport con il punteggio di 7–5, 6–4, 4–6, 6–2.

### Doppio
Lindsay Davenport /  Nataša Zvereva hanno battuto in finale  Alexandra Fusai /  Nathalie Tauziat con il punteggio di 6–7, 7–5, 6–3.